# أحمد الصنهاجي
لواء أحمد الصنهاجي (1942- 18 يوليو 2013) هو أمين عام سابق لوزارة الدفاع الوطني الجزائري.

## حياته ونشأته ومسيرته
ينحدر من ندرومة بولاية تلمسان من نفس منطقة الرئيس بوتفليقة، وقد أعطاه هذا الأخير صلاحيات واسعة في إدارة الشؤون المرتبطة بوزارة الدفاع الوطني، وكل ما يتصل بمتابعة المديريات المركزية في الوزارة والعلاقات مع الخارج ضمن الاختصاصات الوزارية. وساهم اللواء الصنهاجي في بروز فريق جديد يتولى إدارة شؤون وزارة الدفاع ومن بين أعضاء هذا الفريق رئيس ديوانه العقيد بومدين عتو الذي أسند إليه شؤون المديرية المركزية للاتصال والتوجيه.

## مناصب
كان اللواء أحمد مساندا للرئيس بوتفليقة، حيث بسط قبضته بإحكام على مؤسسة الجيش وساهم في إبعاد الكثير من الضباط الرفيعين الذين اشتبه في معارضتهم سياسة الرئيس بوتفليقة.
كان قد نال اللواء أحمد صنهاجي سفيرا للجزائر بواشنطن خلفا للسفير السابق عبد الله بعلي.

## التقاعد والوفاة
خرج في يوليو 2011 نهائيا من المؤسسة العسكرية، وتوفي يوم 18 يوليو 2013 بمستشفى كوشان بباريس.